# Lê Thúy Nga
Lê Thúy Nga (tên đày đủ là Lê Thị Thúy Nga) là diễn viên - đạo diễn kịch, trung tá Công an Việt Nam, là được biết đến qua vai diễn cô đào Tơ trong phim điện ảnh Mê Thảo - thời vang bóng. Năm 2011, bà được Nhà nước phong danh hiệu Nghệ sĩ ưu tú.

## Sự nghiệp
Năm 1990, Thúy Nga tốt nghiệp khoa Sân khấu khóa II của trường Trường Đại học Sân khấu – Điện ảnh Hà Nội, bà về công tác tại Đoàn kịch nói Công an nhân dân, nay là Nhà hát Công an nhân dân. Năm 1995 và 1996, bà cùng Đoàn kịch đã giành được một số giải thưởng trong các kỳ Hội diễn sân khấu.
Năm 2003, đạo diễn Việt Linh tìm người đóng vai đào nương Tơ cho bộ phim Mê Thảo, thời vang bóng. Trong lúc khó khăn để tìm một diễn viên chuyên nghiệp nhưng không quen thuộc, đẹp nhưng không hiện đại, biết ca hát, Việt Linh đã tình cờ tình thấy Thúy Nga khi xem một phim ngắn thực tập âm thanh. Thúy Nga nhận vai diễn, nhưng khi đến xin học lớp của nghệ sĩ Bạch Vân, bà đã bị từ chối, sau đó bà bỏ ra một tháng để xem biểu diễn ca trù. Thúy Nga thể hiện xuất sắc hình tượng nhân vật với phần giọng hát của nghệ sĩ Thanh Hoài. Qua vai diễn Tơ, Thúy Nga đã giành giải diễn viên phụ xuất sắc của Liên hoan phim Việt Nam lần thứ 14; sau này bà không tham gia vào bộ phim nào khác. Năm 2010 đến 2012, Thúy Nga học lớp đạo diễn Trường Đại học Sân khấu – Điện ảnh Hà Nội, bài thi tốt nghiệp của bà là vở kịch Yêu không dễ dàng của tác giả người Trung Quốc: Vương Kiện. Vở kịch sau đó được bà đưa đi dự thi và đoạt huy chương bạc cuộc thi Tài năng trẻ đạo diễn sân khấu 2013 tại Thành phố Hồ Chí Minh. Năm 2021, Thúy Nga dàn dựng vở kịch Lau trắng với kịch bản của Chu Thơm, dựa theo mối tình của Thái hậu Dương Vân Nga và Lê Hoàn; vở diễn giành Huy chương Đồng tại Liên hoan kịch nói toàn quốc.

## Giải thưởng
| Năm  | Sự kiện                                        | Giải thưởng               | Vai trò / vai diễn                          | Chú thích   |
| ---- | ---------------------------------------------- | ------------------------- | ------------------------------------------- | ----------- |
| 1995 | Hội diễn Sân khấu kịch chuyên nghiệp toàn quốc | Huy chương Bạc            | vai Ngọc - vở kịch Cuộc chia tay lần cuối   | [ 2 ]       |
| 1996 | Hội diễn sân khấu nhỏ                          | Giải A                    | vai Hoa - vở kịch Đám cưới trong đêm mưa    | [ 2 ] [ 5 ] |
| 2004 | Hội diễn sân khấu chuyên nghiệp toàn quốc      | Huy chương vàng           | vai Liên - vở kịch Ngọt ngào trong cay đắng | [ 2 ] [ 5 ] |
| 2004 | Liên hoan phim Việt Nam lần thứ 14             | Nữ diễn viên phụ xuất sắc | vai Tơ - phim Mê Thảo - thời vang bóng      | [ 5 ]       |
| 2008 | Liên hoan Sân khấu thử nghiệm lần 1            | Huy chương Vàng           | vai Mây - vở kịch Những quân bài định mệnh  | [ 6 ]       |
| 2013 | Tài năng đạo diễn sân khấu trẻ                 | Giải nhì                  | Đạo diễn vở kịch Yêu không dễ dàng          | [ 2 ]       |
| 2020 | Liên hoan Sân khấu Thủ đô lần thứ IV           | Bằng khen                 | Đạo diễn vở kịch Những người ở lại          | [ 2 ]       |
| 2021 | Liên hoan kịch nói toàn quốc                   | Huy chương Đồng           | Đạo diễn vở kịch Lau trắng                  | [ 2 ]       |